# Nuestra Señora de Kibeho

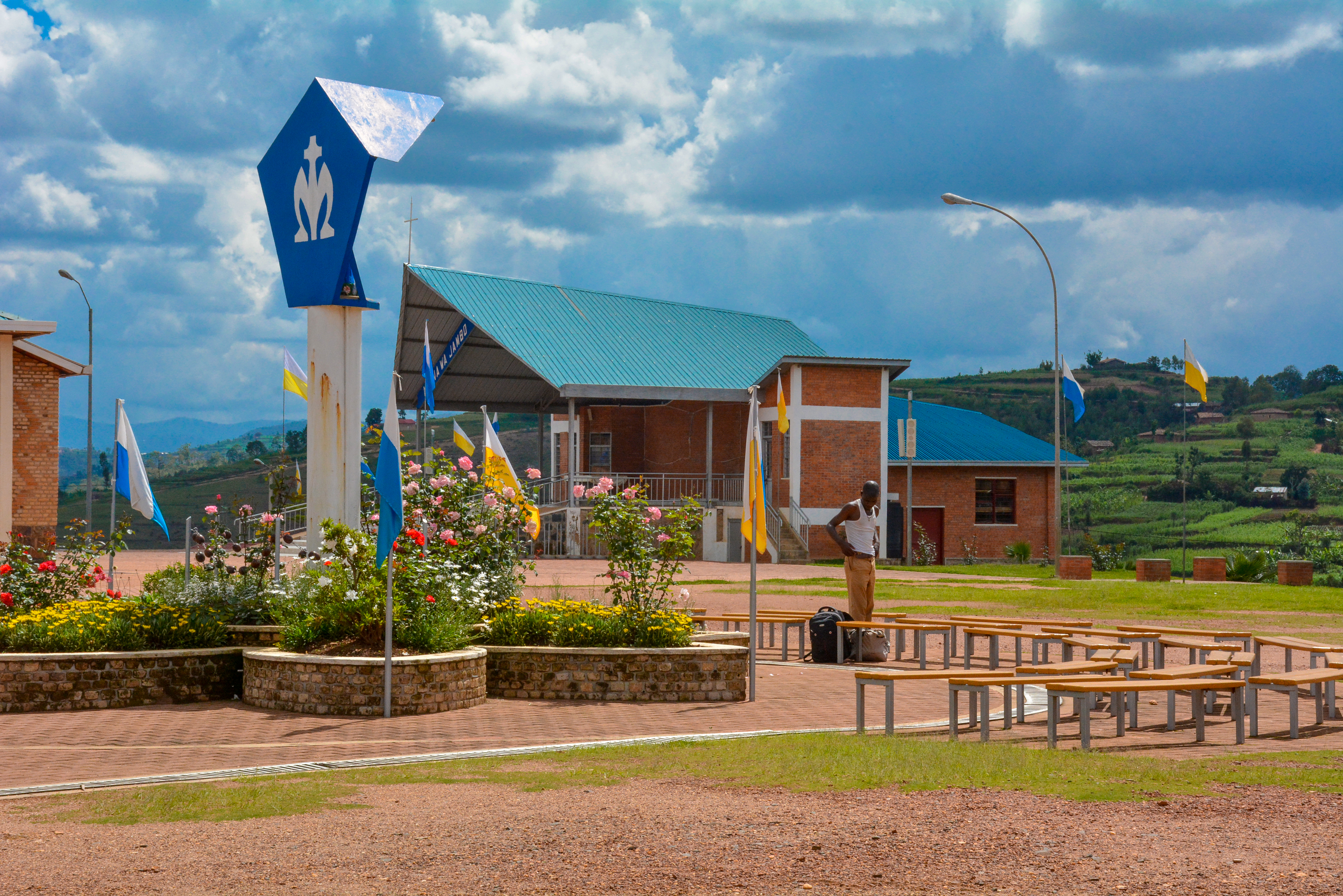
Santuario de Nuestra Señora de los Dolores de Kibeho

Nuestra Señora de Kibeho, también llamada La Madre del Verbo, es el nombre con el que se conocen las apariciones marianas experimentadas por varias adolescentes en la década de 1980 en Kibeho, al suroeste de Ruanda, en África. Las apariciones dieron varios mensajes a las alumnas de una escuela, incluyendo la visión apocalíptica de una Ruanda hundida en la violencia y el odio, lo cual presagiaba el genocidio ruandés ocurrido en el año 1994.
En 2001, el obispo local de la Iglesia católica reconoció oficialmente como auténticas las visiones de tres de las niñas.

## Apariciones
Kibeho es una pequeña localidad en el sur de Ruanda. Las apariciones comenzaron el 28 de noviembre de 1981, en un tiempo en que estaba creciendo la tensión entre tutsis y hutus, y ocurrieron en la Institución de Educación Secundaria para chicas de Kibeho. Entre otras cosas, las videntes tuvieron una visión apocalíptica de una Ruanda hundida en la violencia y el odio que fue un presagio del genocidio ruandés de 1994. La Virgen María se apareció al grupo con el nombre de "Nyina wa Jambo" ("Madre del Verbo"), sinónimo de "Umubyeyi W'Imana" ("Madre de Dios"). Las adolescentes videntes informaron de que la Virgen María pedía que todo el mundo rezara para prevenir una guerra terrible. En la visión del 19 de agosto de 1982, todas las videntes informaron de imágenes de violencia, cuerpos desmembrados y destrucción.
La serie más larga de visiones fue atribuida a Alphonsine Mumureke, quien recibió la primera visión el 28 de noviembre de 1981, poco después de haber sido admitida en  el instituto, y justo tras acabar la escuela primaria. También recibió la última visión el 28 de  noviembre de 1989. Las visiones de Nathalie Mukamazimpaka empezaron en enero de 1982 y acabaron el 3 de diciembre de 1983. En sus apariciones, Nuestra Señora de Kibeho recomendaba que la gente rezara la Coronilla de los Siete Dolores para obtener la gracia del arrepentimiento. Marie Claire Mukangango tuvo visiones durante seis meses, desde el 2 de marzo de 1982 hasta el 15 de septiembre de 1982. Más tarde murió asesinada en la masacre de 1995 que tuvo lugar en la misma localidad.
Durante la visita que el papa Juan Pablo II hizo en 1990 a Ruanda, exhortó a los fieles a dirigirse a la Virgen en tanto que “guía sencilla y segura”, y a rezarle para reforzar el espíritu contra las divisiones existentes entre la población, que desgarraban a la gente y eran tanto de orden político como étnico.
En los cien días que siguieron al asesinato -en abril de 1994- del dictador Juvénal Habyarimana, según casi todas las fuentes fueron ochocientos mil los ruandeses (aunque algunas fuentes sitúan la cifra por encima de un millón) asesinados por sus compatriotas y, en algunos casos, por sus mismos vecinos. La violencia fue la culminación  de la creciente animosidad entre los dos grupos étnicos – hutus y tutsis – y de la guerra civil que la precedió. Kibeho fue el escenario por dos veces de sendas masacres masivas, primero en la iglesia parroquial en abril de 1994, y a continuación un año más tarde -en abril de 1995-, cuando más de cinco mil refugiados que se habían cobijado en Kibeho fueron asesinados a tiros por los soldados.

### Apariciones aprobadas
Solo las visiones de las primeras tres videntes (Alphonsine, Nathalie y Marie Claire, de diecisiete, veinte y veintiún años respectivamente) recibieron la aprobación solemne del obispo local, Augustin Misago.

### Videntes no aprobados
Hubo otras personas que se reclamaron como videntes. Fueron: Stephanie  Mukamurenzi, Agnes Kamagaju, Vestine Salima y Emmanuel Segastashya. Este último, que anteriormente no creía en Dios, se convirtió en un cristiano evangélico. Las supuestas visiones de Emmanuel incluyeron por ejemplo un encuentro con Jesucristo en una plantación.

## Interpretación
Las visiones pueden ser consideradas como un presagio del genocidio ruandés de 1994, y particularmente de la masacre de 1995 en Kibeho. La escuela donde tuvieron lugar las visiones se convirtió en el escenario de una matanza durante el genocidio. Allí murieron a machetazos docenas de niños en manos de terroristas hutu. Algunas de las videntes estuvieron entre las víctimas.

## Aprobación
Augustin Misago, obispo de Gikongoro, aprobó la devoción pública asociada a las apariciones el 15 de agosto de 1988 (día de la Solemnidad de la Asunción de María) y declaró su autenticidad el 29 de junio de 2001. Esta persona fue acusada en 1999 de implicación en el genocidio ruandés, y fue exculpada el día 24 de junio del año siguiente, siendo absuelto de los cargos en 2000. El día que se ha marcado para festejar Nuestra Señora de Kibeho, el 28 de noviembre.

## Santuario
El santuario mariano en Kibeho fue denominado "Santuario de Nuestra Señora de los Dolores" en 1992. La primera piedra fue puesta el 28 de noviembre de 1992. En 2003 se llegó a un acuerdo entre la iglesia local y la Sociedad del Apostolado católico (Palotinos). Se acordó que el rectorado del santuario entraría a formar parte de los Padres Palotinos. El rector está nombrado por el obispo local y el Rector Palotino Regional.